# João António de Sousa Pais Lourenço
João António de Sousa Pais Lourenço (Santa Comba Dão, Santa Comba Dão, 9 de Novembro de 1962) é um engenheiro e político português.

## Biografia
Nasceu no Bairro Alto, no coração de Santa Comba Dão, é licenciado em Engenharia Civil pela Faculdade de Ciências e Tecnologia da Universidade de Coimbra.Pai de Joana Lourenço, sua única filha.
Foi Vereador na oposição durante dois mandatos na Câmara Municipal de Santa Comba Dão. Foi eleito Presidente da Câmara Municipal de Santa Comba Dão em 9 de Outubro de 2005 e foi reeleito no dia 11 de outubro de 2009.
O mandato do autarca João Lourenço tem passado por algumas polémicas, como o registo da marca "Salazar"